# Félix Pisani

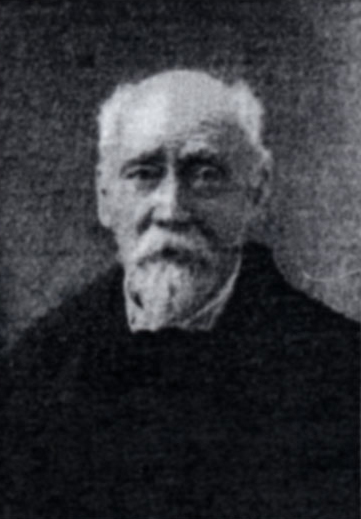
Felix Pisani

Félix Pisani (* 28. April 1831 in Konstantinopel; † 7. November 1920 in Paris) war ein französischer Wissenschaftler, Chemiker, Mineraloge und Mineralienhändler.

## Leben
Félix Pisani wurde am 28. April 1831 in Konstantinopel als Sohn eines aus Venedig stammenden Diplomaten geboren, der dort als Vertreter Russlands tätig war. Schon früh fühlte er sich zur Chemie hingezogen, möglicherweise aufgrund seiner Abstammung mütterlicherseits: sein Großvater Félix de Serres war Professor der Chemie an der Universität Clermont-Ferrand. 1854 wurde Félix Pisani auf die Empfehlung seines Großvaters an der Chemieschule von Charles Frédéric Gerhardt in Paris aufgenommen, und wurde dort rasch zu einem der Lieblingsschüler Gerhardts. Das Labor wurde nach der Berufung von Gerhardt nach Straßburg im Jahr 1855 von Emil Kopp geführt, bis Pisani schließlich die Leitung des Instituts übernahm.
Zur gleichen Zeit eröffnete Pisani sein erstes Mineraliengeschäft in der Rue de l'Ancienne Comédie in Paris, nur um kurze Zeit später zusammen mit dem Mineralogen und Händler Louis Sæmann und dem Geologen und Botaniker Emile Goubert in der Rue de Mézières das Handelshaus Comptoir de géologique et botanique zu gründen, das er später alleine führte. Aus dieser Zeit stammen Belege im British Museum, die den Verkauf von Mineralien durch Pisani an das Museum ab 1869 belegen. Er dehnte seine Aktivitäten auch auf die Paläontologie aus, und verkaufte 1891 eine wichtige, von den französischen Paläontologen M. Baron und Maurice Cossmann mit Erläuterungen versehene Sammlung an das Museum Martorell in Barcelona.
Pisani zog schließlich in die Rue de Furstenberg um, wo er nicht nur wohnte, sondern auch sein Labor hatte. Er gab dort Chemieunterricht und Privatkurse und betrieb dort seinen Handel mit geowissenschaftlichen Sammlerstücken. Im Laufe der Zeit wurde sein Labor zur Anlaufstelle vieler Mineralogen. Dieser Andrang bewog ihn dazu, 1878 zusammen mit anderen Mineralogen die Société Minéralogique de France zu gründen.
Pisani war Mitglied der Société Géologique de Belgique. Unter anderem zählte der Chemiker Roberto Duarte Silva (1837–1889) zu seinen Schülern.

## Pisani als Mineraloge
Pisanis Werke zur Chemie der Minerale stammen aus der Zeit zwischen 1854 und 1915. Sein wichtigstes Werk war die Abhandlung Traité Élémentaire de Minéralogie von 1875, der 1883 überarbeitet und ergänzt wurde. Darüber hinaus verfasste er zahlreiche andere Werke, darunter die Abhandlung Traité pratique d'analyse chimique qualitative et quantitative, die 1900 im Verlag F. Alcan erschien.
Ihm verdankt die Mineralogie zahlreiche Mineralbeschreibungen, unter anderem die des Kalicinit im Jahr 1865, der zuerst als neue Mineralart Kalicine aus Chypis (Chippis) im Wallis beschrieben wurde. „Gefunden in der schönen Sammlung von Herrn Adam, unter der Bezeichnung Kaliumkarbonat.“ Es handelt sich um ein Bikarbonat, das im orthorhombischen System kristallisiert. Das von Gustav Adolf Kenngott 1860 beschriebene Mineral Pisanit wurde ihm gewidmet, es erwies sich jedoch als eine Varietät des kupferhaltigen Melanterits.

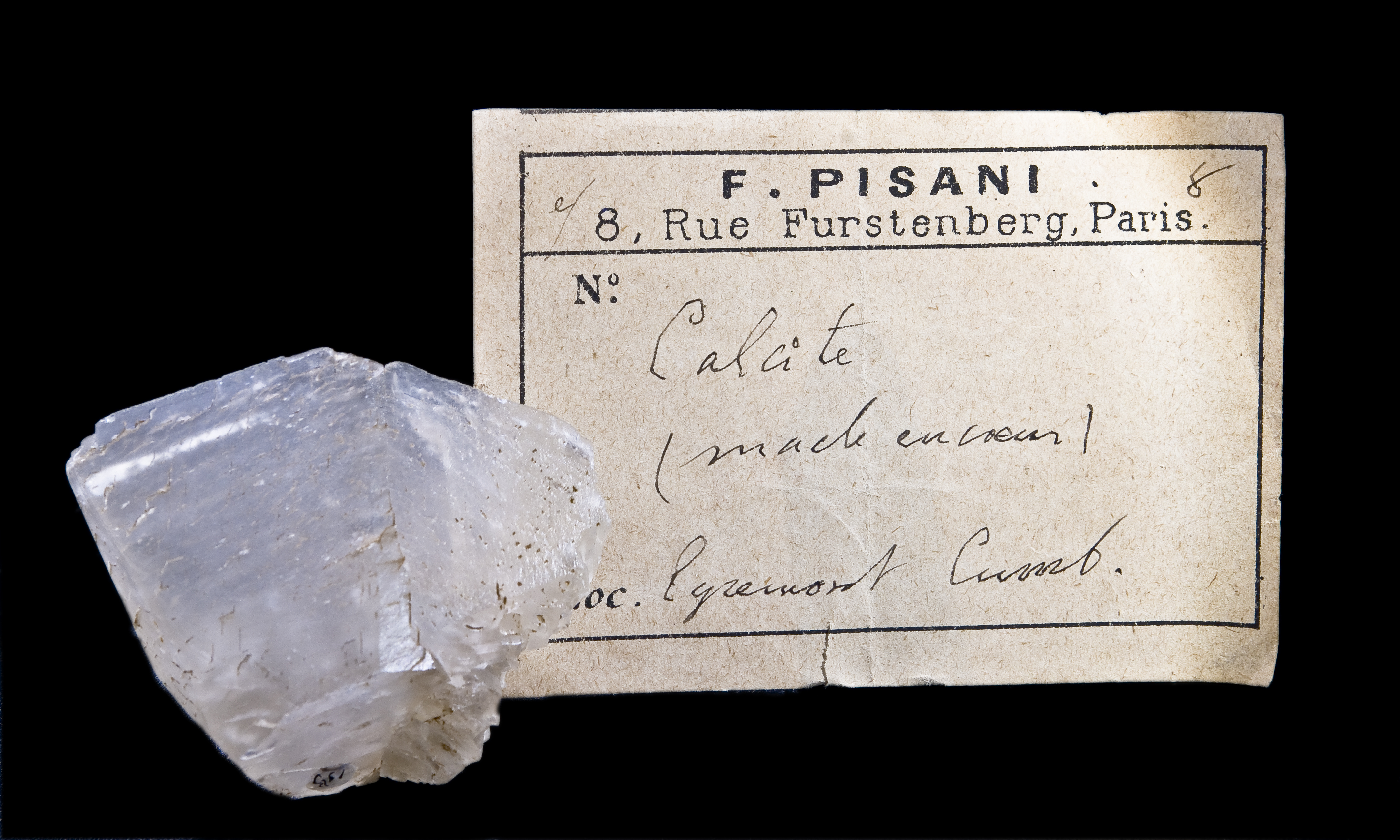
Beschriftung von Pisani: Calcit – Zwillingsflächen nach [1011], Egremond, Cumberland
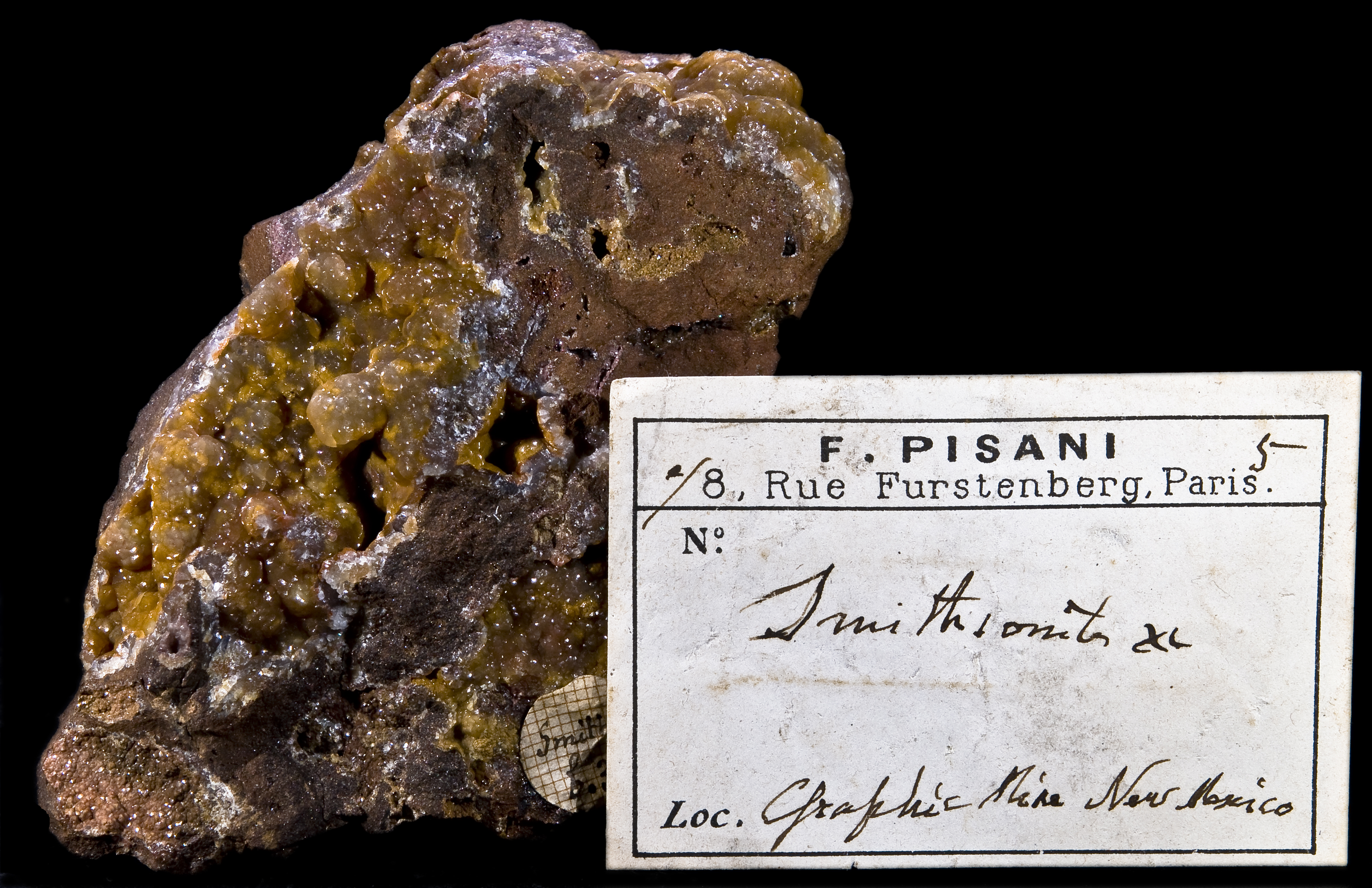
Beschriftung von Pisani: Smithsonit, Graphic Mine, New Mexico, USA